# Vanadis (1862)

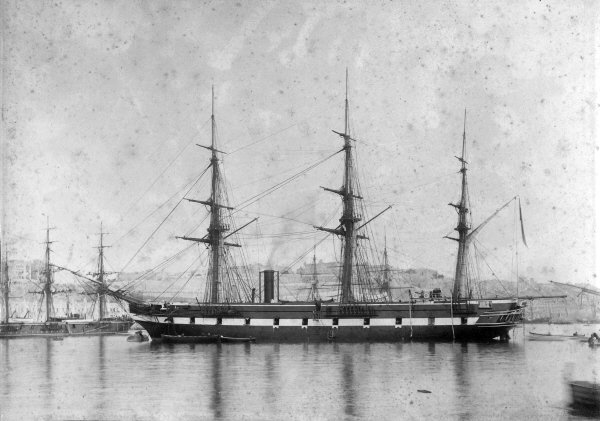

Vanadis, officiellt  HM Fregatt Vanadis, var Sveriges första och enda ångfregatt. Hon sjösattes 1862, utrangerades 1893 och höggs upp 1945.

## Historia
År 1858 beviljades medel för byggandet av en ångfregatt, och Axel Ljungstedt vid Flottans konstruktionskår tog fram ritningarna.
Fartyget började att byggas år 1859, sjösattes den 30 april 1862, samt trädde i tjänst 6 augusti samma år. 
Formellt var hon ett örlogsfartyg men i praktiken ett seglande övningsskepp med ångmaskin. Saint-Barthélemys siste svenska guvernör, Bror Ludvig Ulrich, lämnade ön med sin familj och flertalet övriga svenskar (däribland Alarik Helleday) med fregatten den 20 mars 1878. Vanadis genomförde 1883–1885 en världsomsegling under vilken omfattande vetenskapliga rön gjordes rörande jordmagnetism, hydrologi med mera. Under resan samlades också in en stor mängd etnografiska föremål, som efter hemkomsten visades på Vanadisutställningen och idag finns hos Statens museer för världskultur.
Vanadis var fregattriggad med tre master och 1 643 kvadratmeter segelyta. Stormasten nådde 46 meter över vattenytan. Maskinen bestod av en liggande tvåcylindrig "trunkmaskin av Penns system" tillverkad av Motala verkstad. I likhet med den mindre HMS Saga kunde propellern lyftas upp i en propellerbrunn.
När Suezkanalen invigdes år 1869 ångade Vanadis in som nummer fyra i egenskap av Sveriges representant. Sommaren år 1877 tjänstgjorde hon på redden i Karlskrona som flaggskepp i en särskild eskader för artilleri-, torped-, telegrafi- och signalövningar.
Vanadis var kasernfartyg i Stockholm till 1939, innan hon slutligen höggs upp 1945.

## Besökta hamnar under världsomseglingen
1883
- Lissabon - 22 december

1884
- Rio de Janeiro - 1 februari
- Valparaiso - 14 mars
- Callao - 3 april
- Tahiti - 19 maj
- Honolulu - 19 juni
- Yokohama - 26 augusti
- Hongkong - 18 oktober
- Manilla - 1 november
- Bangkok - 17 november
- Singapore - 28 november
- Calcutta - 19 december

1885
- Ceylon - 13 januari
- Aden - 18 februari
- Port Said - 7 mars
- Malta - 24 mars
- Gibraltar - 11 april[2][3]